# Mirza Aslam Beg
Mirza Aslam Beg, pakistanski general, * 2. avgust 1931.
Aslam Beg je bil načelnik Pakistanske kopenske vojske med 1988 in 1991.